# Société des mines du Liptako
La Société des mines du Liptako (SML) est une filiale de la société canadienne SEMAFO
qui exploite une mine d’or au mont Samira (plus connu sous le nom de Samira Hill), à l’ouest du Niger.

## Historique
La SML a été créée en 1999. L’exploitation de la mine d’or a commencé en 2004.

## Activité
La Société des Mines du Liptako (SML) exploite de façon industrielle la mine d’or de Samira Hill, dans la région de Tillabéri, près de la frontière du Burkina Faso à environ 100 km à l’ouest de Niamey.
La production est estimée à environ 1 320 kilogrammes d'or en 2011
, en baisse par rapport aux années précédentes.

## Organisation
Le capital de la SML, 0,6 milliard de Francs CFA, est détenu par :
- la société canadienne SEMAFO pour 80 %,
- la Société du patrimoine des mines du Niger (SOPAMIN) pour 20 %.

Son siège social est installé à Niamey tandis que la mine est située dans la commune rurale de Gothéye, dans le département de Téra.